# 2008年世界房車錦標賽日本站
2008年世界房車錦標賽日本站是2008年度世界房車錦標賽的第十一站賽事，正式比賽在2008年11月26日於日本岡山國際賽道上舉行。這是歷來第一次在日本舉行賽事。第一回合由西亞車隊的韋迪爾勝出，第二回合由SUNRED車隊的哥連尼勝出。